# ギリング
北欧神話において、ギリング（古ノルド語: Gilling）は霜の巨人の一人であり、スットゥングの父であった。彼とその妻はフィアラルとガラールによって殺害された。
『スノッリのエッダ』第二部『詩語法』は次の物語を伝えている。ギリングは、2人のドワーフ、フィアラルとガラールは、皆で湖の真ん中まで行くべく船を漕ぐことをギリングに承知させた。3人が岸にたどり着く前に、フィアラルとガラールは船を沈め、漂流する残骸につかまった。しかしギリングはその方法をとるにも愚か過ぎたので、彼は溺死した。ギリングの妻もまた死んだ。それは2人のドワーフが、今度は妻の家の屋根に乗ってギリングが死んだことを大声で嘆いた時だった。ギリングの妻が動揺して悲鳴を上げ、外へ走り出たとき、ドワーフは彼女の頭に石臼を落とし、夫同様に彼女を殺した。ギリングの息子スットゥングが復讐を誓い、潮が満ちればすぐに海に沈む岩にドワーフを置いた。ドワーフは解放してもらいたいと願い、自分たちを助けてもらうための「謝意」として、ギリングに魔法の蜜酒を譲ることを約束した。スットゥングは同意し、結果、その「詩の蜜酒」を受け取った。